# Moses Kotane
Moses Mauane Kotane (Tamposstad, Transvaal, 9 d'agost de 1905 - URSS, 19 de maig de 1978) va ser un polític i activista anti-apartheid sud-africà. Kotane va ser Secretari General del Partit Comunista de Sud-àfrica entre el 1939 i la seva mort, el 1978.

## Biografia

### Joventut
Kotane va néixer a Tamposstad, Transvaal (actualment Província del Nord-oest), en una família d'origen Tsuana devotament cristiana. Va rebre una petita formació escolar abans de començar a treballar. El 1922, amb 17 anys, comença a treballar a Krugersdorp, on hi va realitzar diverses tasques com la d'assistent de fotografia, servent domèstic, miner o treballador d'un forn.

### Sindicalisme i primers passos polítics
El 1928, Kotane es va unir al Congrés Nacional Africà, però aviat el va abandonar, considerant que era dèbil i innefectiu. Més tard, aquell mateix any, es va unir a la Unió Africana de Forners, a més a més d'afiliar-se a la nova Federació de Sindicats de No Europeus, que havia estat construït pel Partit Comunista de Sud-àfrica (SACP). Kotane es va unir al SACP l'any següent, el 1929, entrant molt aviat a formar part del politburó. El 1931 es va convertir en funcionari a temps complet del SACP. Al Partit Comunista, Moses Kotane va treballar a l'Umsebenzi, el diari del partit. Com a prominent jove del partit, Kotane va viatjar a Moscou per estudiar Marxisme-Leninisme a l'Escola Internacional Lenin. Allí, Kotane va tenir com a professor a Endre Sík, que el 1967 rebria el Premi Lenin de la Pau, així com a altres teòrics del amrxisme. El 1933 va tornar a Sud-àfrica, on va anar avançant políticament fins al punt de convertir-se en Secretari General del Partit el 1939.

### Llegat polític
Kotane va ser un membre molt respectat per tots aquells qui van oposar-se a l'Apartheid, fins i tot pels líders no comunistes. Walter Sisulu va dir d'ell que era un "gegant de la lluita" pel seu enfocament lògic i no dogmàtic.
Entre el 1956 i el 1961 va ser un dels 156 acusats durant el Judici per Traïció. Kotane també va ser un dels líders del Congrés Nacional Africà (ANC), compaginant el càrrec amb la secretaria general del SACP. A l'ANC Kotane va servir com a Tresorer General entre el 1963 i el 1973, moment en què va ser substituït per Thomas Nkobi. Kotane, com a representant del Partit Comunista, va assistir a la Conferència de Bandung el 1955. Entre 1956 i 1961, Kotane va ser un dels acusats al Judici per Traïció, juntament amb altres líders anti-apartheid com Nelson Mandela, Albert Lutuli, Joe Slovo, Walter Sisulu i 151 persones més. Tot i els anys de persecució, cap dels acusats va ser declarat culpable.

### Últims anys
Kotane va patir un infart el 1968. Després d'això, va marxar a l'URSS per tractar-se, on va morir el 19 de maig de 1978.

## Honors
Kotane va rebre la Medalla Isitwalandwe per part de l'ANC el 1975. També hi ha una localitat que va rebre el seu nom a la Província on va néixer, en honor seu.